# Wilmington Sea Dawgs
I Wilmington Sea Dawgs sono una società di pallacanestro statunitense con sede a Wilmington, nella Carolina del Nord.
Nacquero nel 2006 come membri della ABA 2000. Terminarono il campionato vincendo la Central Division della Blue Conference. Nei play-off persero la finale di conference con i Vermont Frost Heaves.
La stagione successiva si trasferirono nella neonata PBL, dove arrivarono secondi nella Eastern Division. Persero al primo turno dei play-off con i Maryland Nighthawks.
Dopo la stagione 2009 si trasferirono nella CBL, dove disputarono due stagioni, perdendo la finale del 2010, prima di trasferirsi nell TRBL nel 2011.

## Stagioni
| Stagione | Lega     | Denominazione        | V  | P  | %    | Piazzamento | Play-off             |
| -------- | -------- | -------------------- | -- | -- | ---- | ----------- | -------------------- |
| 2006-07  | ABA 2000 | Wilmington Sea Dawgs | 22 | 7  | 75,9 | 1º          | Finale di conference |
| 2008     | PBL      | Wilmington Sea Dawgs | 15 | 5  | 75,0 | 1º          | Primo turno          |
| 2009     | PBL      | Wilmington Sea Dawgs | 16 | 5  | 76,2 | 2º          | Semifinale           |
| 2010     | CBL      | Wilmington Sea Dawgs | 11 | 4  | 73,3 | 1º          | Finale CBL           |
| 2011     | CBL      | Wilmington Sea Dawgs | 5  | 6  | 45,5 | 1º          | Finale CBL           |
| 2012     | TRBL     | Wilmington Sea Dawgs | 6  | 6  | 50,0 | 3º          | Semifinale           |
| 2013     | TRBL     | Wilmington Sea Dawgs | 2  | 10 | 16,7 | 4º          | -                    |
| 2014     | TRBL     | Wilmington Sea Dawgs | 5  | 7  | 41,7 | 4º          | -                    |
| 2015     | TRBL     | Wilmington Sea Dawgs | 9  | 6  | 60,0 | 3º          | Quarti di finale     |